# El vagabundo (película)
El vagabundo es una película de comedia y drama mexicana de 1953, escrita y dirigida por Rogelio A. González y Gilberto Martínez Solares, coescrita por Carlos León con argumento de González, y protagonizada por Germán Valdés «Tin-Tan», Leonor Llausás y Aurora Segura. Esta película presenta el debut cinematográfico de la actriz Leonor Llausás.

## Argumento
Un vagabundo que aún en su pobreza es un hombre generoso y de noble corazón, su único alimento lo comparte con un niño que contempla desolado un pollo en una vitrina, pero se mete en tantos líos, también que va a dar al zoológico de un circo.

## Reparto
- Germán Valdés «Tin-Tan» como La Chiva
- Leonor Llausás como Bonita
- Aurora Segura como Teresa
- Wolf Ruvinskis como Hércules
- Marcelo Chávez como dueño de circo
- Felipe Montoya como el Gran Jefe Pluma Blanca
- Georgina González como mujer acosada
- José Ortiz de Zárate como hombre con cigarro
- José Ortega como don Sapo, puestero
- Manuel Funes Jr. como niño de la calle
- Francisco Pando como tendero
- Emilio Garibay
- Enrique Carrillo como policía
- José Chávez T. como policía
- Jesús Gómez como policía
- Manuel Trejo Morales como juez
- Ramón Valdés como acosador de mujer
- Rodolfo Calvo
- Diana Ochoa
- Rogelio Hernández
- José Ruiz Vélez
- Joaquín Roche
- Felipe del Castillo